# Lorimor (Iowa)
Lorimor es una ciudad ubicada en el condado de Union en el estado estadounidense de Iowa. En el Censo de 2010 tenía una población de 360 habitantes y una densidad poblacional de 366,75 personas por km².

## Geografía
Lorimor se encuentra ubicada en las coordenadas 41°7′36″N 94°3′25″O / 41.12667, -94.05694. Según la Oficina del Censo de los Estados Unidos, Lorimor tiene una superficie total de 0.98 km², de la cual 0.98 km² corresponden a tierra firme y (0%) 0 km² es agua.

## Demografía
Según el censo de 2010, había 360 personas residiendo en Lorimor. La densidad de población era de 366,75 hab./km². De los 360 habitantes, Lorimor estaba compuesto por el 98.06% blancos, el 0.28% eran afroamericanos, el 0.83% eran amerindios, el 0% eran asiáticos, el 0% eran isleños del Pacífico, el 0% eran de otras razas y el 0.83% pertenecían a dos o más razas. Del total de la población el 0.83% eran hispanos o latinos de cualquier raza.